# 魏耀乾
魏耀乾（1950年2月5日—），臺南市佳里區外渡頭人，為民主進步黨創黨元老。曾擔任第一屆增額立委和第二屆立委，曾經代表民進黨參選被視為艱困選區的馬祖（連江縣）立委。1994年，民主進步黨主席施明德任內，魏耀乾擔任民進黨中央黨部財務長。
1996年，民進黨中央黨部出版《台灣史話》，魏耀乾擔任副召集人專案總幹事。2000年12月12日，魏耀乾因為理念與民進黨不合，宣布退黨自行參選台南縣縣長，與民進黨立委蘇煥智同台競爭，自喻「打蘇急先鋒」；選舉結果，蘇煥智當選，魏耀乾以最低票落選淡出政壇。2006年，魏耀乾參加百萬人民倒扁運動，擔任百萬人民倒扁運動總部總幹事。2007年，魏耀乾被紅黨提名為不分區立委候選人，未能當選。
2011年4月24日，台南市七股溪劉厝大排沿線居民成立「劉厝大排自救會」，推舉魏耀乾為會長。2011年4月25日，魏耀乾否認自己擔任劉厝大排自救會會長是為了參選立委，也說不介入劉厝大排自救會經費及人事運作，也說不會再選立委。
2014年5月29日，魏耀乾、台灣獨立運動人士陳婉真、國立東華大學教授施正鋒與中國醫藥大學學生邱彥維宣布成立獨派政治團體「甲午變天」，擔任甲午變天首任總召集人的魏耀乾說，甲午變天不僅將推動「以台灣為本位」的史觀，更以「反中倒馬、制憲建國」為中長期目標。同年12月，魏耀乾率人前往臺南市佳里區好望角公園，將園內的蔣中正銅像噴漆塗汙。
2023年9月27日，魏耀乾以「民進黨創黨黨員」身分（魏已退出民進黨長達20年）在民進黨「創黨先進聯誼餐會」會場外拉起抗議布條「我們開創的民主進步黨，已淪為獨裁貪污惡霸黨」。他批評，蔡英文政府弊端不斷，原因在於民進黨「一黨獨大、絕對權力、絕對腐敗」；並點名新潮流系盤據蔡政府各部門，把持銀行與國營企業，掏空國庫，朋比分贓，猶如台灣島上的哥斯拉。他批評，民進黨執政後不僅擱置台獨黨綱，連五權憲法都沒有凍結，邱義仁、賴清德等新潮流系政治人物更是宣稱「誰再主張台灣是一個主權國家，就是瘋子」，令民進黨創黨黨員情何以堪。
2023年10月6日，魏耀乾宣布以無黨籍投入台南市第一選舉區立委選舉。10月28日，魏耀乾在中天新聞台戶外政論節目《廟口開講》披露，他近日拜訪中國國民黨前高雄市市長韓國瑜，向其請教台海兩岸相關問題將近兩小時。

## 選舉紀錄
| 年度 | 選舉屆數                     | 選舉區                                 | 所屬政黨   | 得票數 | 得票率 | 當選標記 | 備註 |
| ---- | ---------------------------- | -------------------------------------- | ---------- | ------ | ------ | -------- | ---- |
| 1989 | 第一屆立法委員第六次增額選舉 | 臺灣省第十一選舉區                     | 民主進步黨 | 79,907 | 19.79% |          |      |
| 1992 | 第二屆立法委員選舉           | 臺南縣立法委員選舉區                   | 民主進步黨 | 66,406 | 13.22% |          |      |
| 1995 | 第三屆立法委員選舉           | 連江縣選舉區                           | 民主進步黨 | 33     | 1.06%  |          |      |
| 1996 | 第三屆國民大會代表選舉       | 連江縣國大代表選舉區                   | 民主進步黨 | 29     | 1.12%  |          |      |
| 2001 | 第十四屆臺南縣縣長選舉       | 臺南縣                                 | 無黨籍     | 21,479 | 4.04%  |          |      |
| 2008 | 第七屆立法委員選舉           | 全國不分區及僑居國外國民立法委員選舉區 | 紅黨       | 77,870 | 0.80%  |          |      |
| 2018 | 第七屆連江縣縣長選舉         | 連江縣                                 | 無黨籍     | 336    | 4.54%  |          |      |
| 2024 | 第十一屆立法委員選舉         | 臺南市第一選舉區                       | 無黨籍     | 8,978  | 5.60%  |          |      |

## 外部連結
- 魏耀乾的Facebook專頁
- YouTube上的魏耀乾頻道